# Communauté de communes du Val de Voise
Die Communauté de communes du Val de Voise (auch Pays Diois genannt) ist ein ehemaliger französischer Gemeindeverband mit der Rechtsform einer Communauté de communes im Département Eure-et-Loir in der Region Centre-Val de Loire. Sie wurde am 10. Dezember 2004 gegründet und umfasste sechs Gemeinden. Der Verwaltungssitz befand sich im Ort Gallardon.

## Historische Entwicklung
Mit Wirkung vom 1. Januar 2017 fusionierte der Gemeindeverband mit
- Communauté de communes des Quatre Vallées,
- Communauté de communes des Terrasses et Vallées de Maintenon,
- Communauté de communes du Val Drouette sowie
- Communauté de communes de la Beauce Alnéloise

und bildete so die Nachfolgeorganisation Communauté de communes des Portes Euréliennes d’Île-de-France.

## Ehemalige Mitglieder
1. Bailleau-Armenonville
2. Bleury-Saint-Symphorien
3. Champseru
4. Écrosnes
5. Gallardon
6. Ymeray